# Lumier
Lumier, también conocido como Chakal, es el pseudónimo de José Caballero Gómez, Mc madrileño, componente del grupo A3Bandas.

## Biografía
Nació el 8 de mayo de 1985 en Alcalá de Henares (Madrid).

### A3Bandas
Mesh, Lumier y Rayden fundaron en el año 2001 el grupo Assamitas. Después de 2 años, en el 2003 sacaron a la luz su primera maqueta bajo el nombre de "Técnicas de atake", maqueta con la cual empezaron a realizar conciertos por la capital madrileña.
Posteriormente, decidieron cambiar el nombre del grupo para pasar a llamarse A3Bandas. Se dieron a conocer por sus victorias en varias competiciones como por ejemplo, el concurso "Proyecto Demo" de Lebuqe. Concurso que ganaron con el tema "A capa y espada" de su segunda maqueta (No hay símil, formada por 17 pistas).
Empezaron a salir en varios recopilatorios de Hip hop como son Yo rap tu chita, Arde el subsuelo y Underground promesas 4. En el año 2006 A3Bandas entra en el colectivo llamado Eternia non players y saca su última maqueta, pero no último trabajo, con el nombre de Zigurat, compuesta por 11 cortes con colaboraciones de Carpe DM, Laprima, Ehler Danloss, Alexo y Bajo Mínimos.
Individualmente, los componentes Lumier y Rayden (mc), participaron en la Red Bull Batalla de los Gallos, competición que ganó Rayden en Colombia a nivel mundial, pasando por la semifinal de Madrid y la final nacional, mientras que Lumier participó en la semifinal de Zaragoza pero no consiguió pasar la primera ronda. Gracias a la victoria de Rayden, el grupo entero ganó más popularidad y les abrió puertas en su carrera artística. En el año 2007, A3Bandas entra en el sello discográfico Boa, donde publican un Maxi titulado "El cuarto de las ratas". En 2008, con la misma compañía discográfica, lanzan su último trabajo hasta la fecha, un LP denominado "Galería de héroes". En 2008 A3Bandas pasó a formar parte del colectivo Crew Cuervos.

## Discografía conA3Bandas
- "No hay símil" (Maqueta) (Independiente, 2004)
- "Zigurat" (Maqueta) (Independiente, 2006)
- "El cuarto de las ratas" (Maxi) (Boa Music, 2007)
- "Galería de héroes" (LP) (Boa Music, 2008)

### ConCrew Cuervos
- "Carrie" (LP) 2010)
- "Héroes y Villanos"(LP) 2012)

### En solitario
- Chakal "La Orbe de Isis" (2011)

## Colaboraciones

### En solitario
- Rayden "Estaba escrito" (2010)
- Rayden "Mosaico" (2012)

### ConA3Bandas
- VV.AA: Arde el subsuelo (2005) (Recopilatorio)
- VV.AA: Yo rap, tu chita (2005) (Recopilatorio)
- Bajo Mínimos: Pandemia (2006) (Maqueta)
- Alexo Gianella: Cenizas de Alambique (2006) (Maqueta)
- El Antidoto: Dosis (2006)
- VV.AA: Cultura Urbana 2007 (2007) (Recopilatorio)